# Ron Donachie
Ron Donachie, né le 26 avril 1956 à Dundee (Écosse, Royaume-Uni), est un acteur britannique.

## Biographie
Ronald Eaglesham Porter naît le 26 avril 1956 à Dundee, en Écosse. Il a étudié au Madras College de St Andrews puis à l'université de Glasgow, où il reçoit en 1979 son diplôme en littérature anglaise et en théâtre.
Son frère, Stewart Porter, est également acteur. Ron Donachie est marié à Fiona Biggar depuis 1989 ; ils ont deux enfants.

## Filmographie
Ron Donachie a joué dans 119 films et séries télévisées.

### Cinéma
- 1994 : Le Livre de la jungle : Sergeant Harley
- 1997 : Titanic : Thomas King, le capitaine d'armes
- 2000 : Crimes maquillés : pathologiste de la police
- 2001 : Un but pour la gloire : commentateur sportif
- 2003 : Man Dancin' : Billy Maddison
- 2005 : Man to Man : Sir Walter Stephenson
- 2006 : The Flying Scotsman : Scobie
- 2008 : Max Manus, opération sabotage : Colonel J.S. Wilson
- 2008 : Le Témoin amoureux : propriétaire de cheval
- 2011 : Blitz : Cross
- 2012 : Filth : Hector

### Télévision
- 1987 : Tutti Frutti : Dennis Sproul
- 1988 : La Grande Évasion 2 (The Great Escape II: The Untold Story) de Paul Wendkos et Jud Taylor
- 1995 : Cracker : Barney
- 1995–1996 : Hamish Macbeth : Zoot McPherrin
- 2002–2004 : The Bill : Andrew Ross
- 2006 : Doctor Who : steward
- 2010 : The Deep : Sturridge
- 2011–2012 : Game of Thrones : Ser Rodrik Cassel
- 2012 : Waterloo Road : Billy Byrne
- 2012 : Downton Abbey : Mr McCree
- 2013 : Atlantis : Theos
- 2013 : The Field of Blood : Sullivan
- 2013–2014 : Blandings : Angus McAllister

## Récompenses et nominations
- 2012 : Nommé au Screen Actors Guild Award de la meilleure distribution pour une série télévisée dramatique pour Game of Thrones[1]